# Chie no umi
Chie no umi (千絵の海, « Mille Images de l’océan ») est une série d'estampes sur bois au format chuban yoko-e (19 cm × 25,4 cm) par le peintre japonais Hokusai, publiée par Mori-ya Jihei de 1832 à 1834.

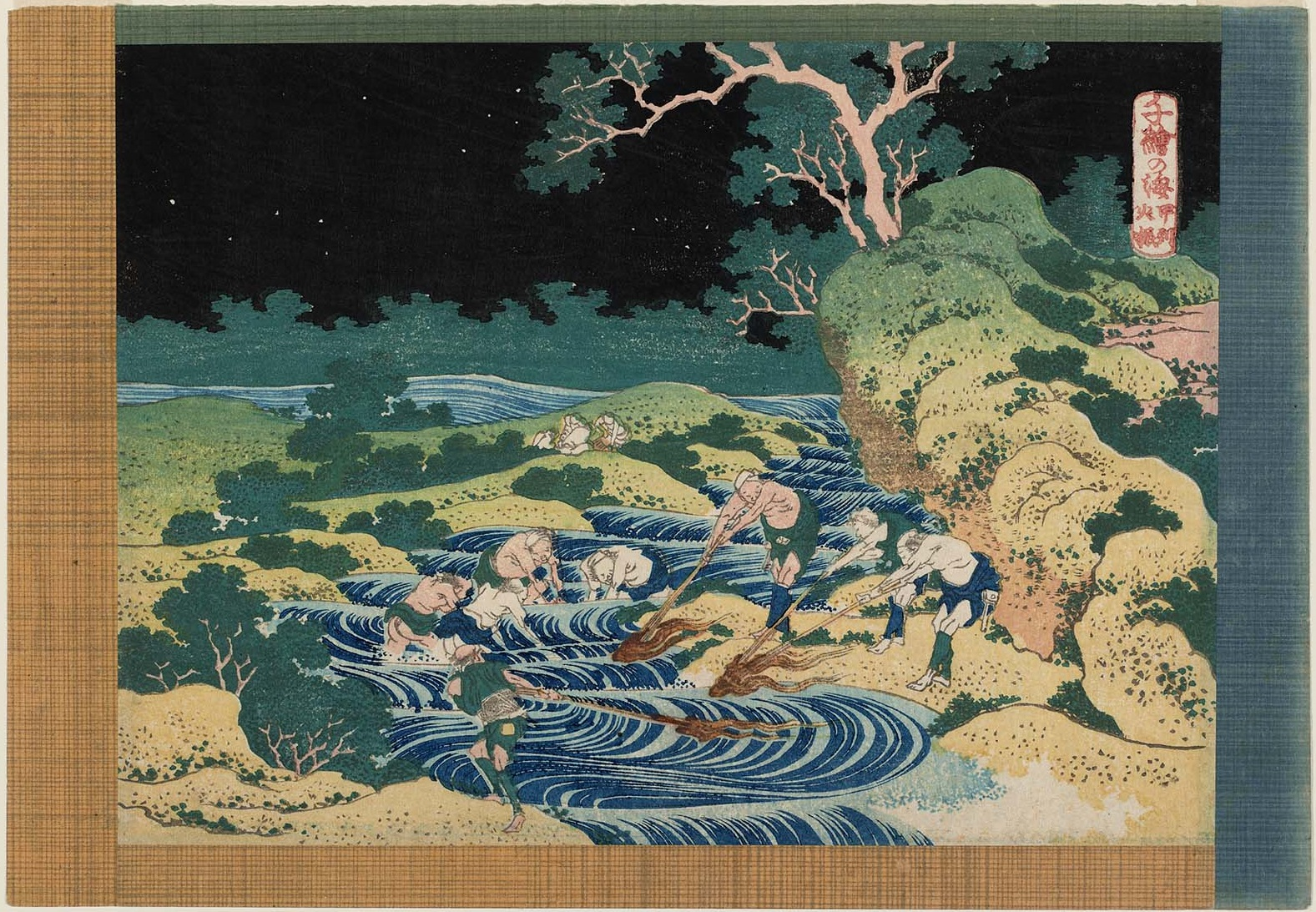
Pêche à la torche dans la province de Kai.

Les sujets de ces estampes sont la pêche, les océans et la pêche à la baleine.
Cette série est un des plus rares ensembles de Hokusai. Elle semble avoir été publiée au milieu des années 1830 et comme l’autre série de la même époque Hyakunin Isshu (« Cent poèmes expliqués par la nourrice »), la publication des impressions a brusquement cessé.
L'ensemble complet compte dix estampes  bien qu'un certain nombre de dessins préparatoires existent encore pour des tirages qui n'ont jamais été faits.

## Estampes de la série
Les images de la série sont :
| Estampes de la série                        |                    |              |
| Nom français                                | Nom japonais       | Idéogrammes  |
| Rivière Tone, province de Shimosa           | Soshu Tonegawa     | 総州利根川   |
| Pêche à la baleine au large de Goto         | Gotō kujira tsugi  | 五島鯨突     |
| Choshi dans la province de Simosa           | Sōshū Chōshi       | 総州銚子     |
| Pêche à la torche dans la province de Kai   | Kōshū hiburi       | 甲州火振     |
| Pêche au panier sur la rivière Kinu         | Kinugawa hachifuse | 絹川はちふせ |
| Pêche à la mouche                           | Kabari-nagashi     | 蚊針流       |
| La pêche à Uraga dans la province de Sagamo | Sōshū Uraga        | 相州浦賀     |
| Filets en attente                           | Machi-ami          | 待チ網       |
| Pêche dans la rivière Miyato                | Miyatogawa nagawa  | 宮戸川長縄   |
| Noboto dans la province de Shimosa          | Shimōsa Noboto     | 下総登戸     |